# Lesiny Wielkie (gromada)
Lesiny Wielkie – dawna gromada, czyli najmniejsza jednostka podziału terytorialnego Polskiej Rzeczypospolitej Ludowej w latach 1954–1972.
Gromady, z gromadzkimi radami narodowymi (GRN) jako organami władzy najniższego stopnia na wsi, funkcjonowały od reformy reorganizującej administrację wiejską przeprowadzonej jesienią 1954 do momentu ich zniesienia z dniem 1 stycznia 1973, tym samym wypierając organizację gminną w latach 1954–1972.
Gromadę Lesiny Wielkie z siedzibą GRN w Lesinach Wielkich utworzono – jako jedną z 8759 gromad na obszarze Polski – w powiecie szczycieńskim w woj. olsztyńskim na mocy uchwały nr 27 WRN w Olsztynie z dnia 4 października 1954. W skład jednostki weszły obszary dotychczasowych gromad Lesiny Wielkie i Księży Lasek ze zniesionej gminy Lipowiec oraz obszary dotychczasowych gromad Łatana Wielka i Olędry wraz z miejscowością Kipary z dotychczasowej gromady Sędrowo ze zniesionej gminy Wielbark w tymże powiecie. Dla gromady ustalono 10 członków gromadzkiej rady narodowej.
Gromadę zniesiono 1 stycznia 1958, a jej obszar włączono do gromad: Lipowiec (wsie Lesiny Małe, Lesiny Wielkie, Księży Lasek i Suchorowiec) i Wielbark (wsie Zapadki, Łatana Mała, Łatana Wielka, Cegielnia, Olędry, Ostrowy i Kipary) w tymże powiecie.